# Сикия
Сикия — река в России, протекает в Татарстане. Левый приток реки Сюнь. 
Длина реки 27 км, площадь водосборного бассейна 192 км². Исток в Муслюмовском районе на краю лесного массива в 1 км к юго-западу от села Чишма (Уразметьевское сельское поселение). Течёт на северо-восток через упомянутое село и далее через Уразметьево и деревню Сикия. Ниже на территории Актанышского района река протекает через Нижнее Яхшеево и впадает в Сюнь по левому берегу у верхней (южной) окраины села Старое Байсарово (крупнейшее село в бассейне Сикии). 
Основные притоки впадают слева. Сток реки и притоков зарегулирован. В низовьях реку пересекает автодорога Бакалы - Ст. Байсарово (М7). 
В бассейне также расположены населённые пункты Татарское Булярово, Улиманово, Новое- и Старое Саитово, Верхнее Яхшеево, Буляк (Муслюмовск. р-н), Такмаково. 

## Данные водного реестра
По данным государственного водного реестра России относится к Камскому бассейновому округу, водохозяйственный участок реки — Белая от города Бирск и до устья, речной подбассейн реки — Белая. Речной бассейн реки — Кама.
Код водного объекта в государственном водном реестре — 10010201612111100026763.